# Ingeborg Marie Raunkiær
Ingeborg Marie Raunkiær, född den 11 oktober 1863 i Varde, död den 8 september 1921 i Flensburg, var en dansk författare. Hon var gift med Christen Raunkiær.
Ingeborg Marie Raunkiær skrev artiklar till en rad tidskrifter och några satiriska skildringar. Anonymt utkom Mand og Kvinde (1909) och I Danmark (1911). Den första innehåller tankeutbyten, den andra skildrar dansk natur under årets olika tider.